# Edificio del Estado Mayor

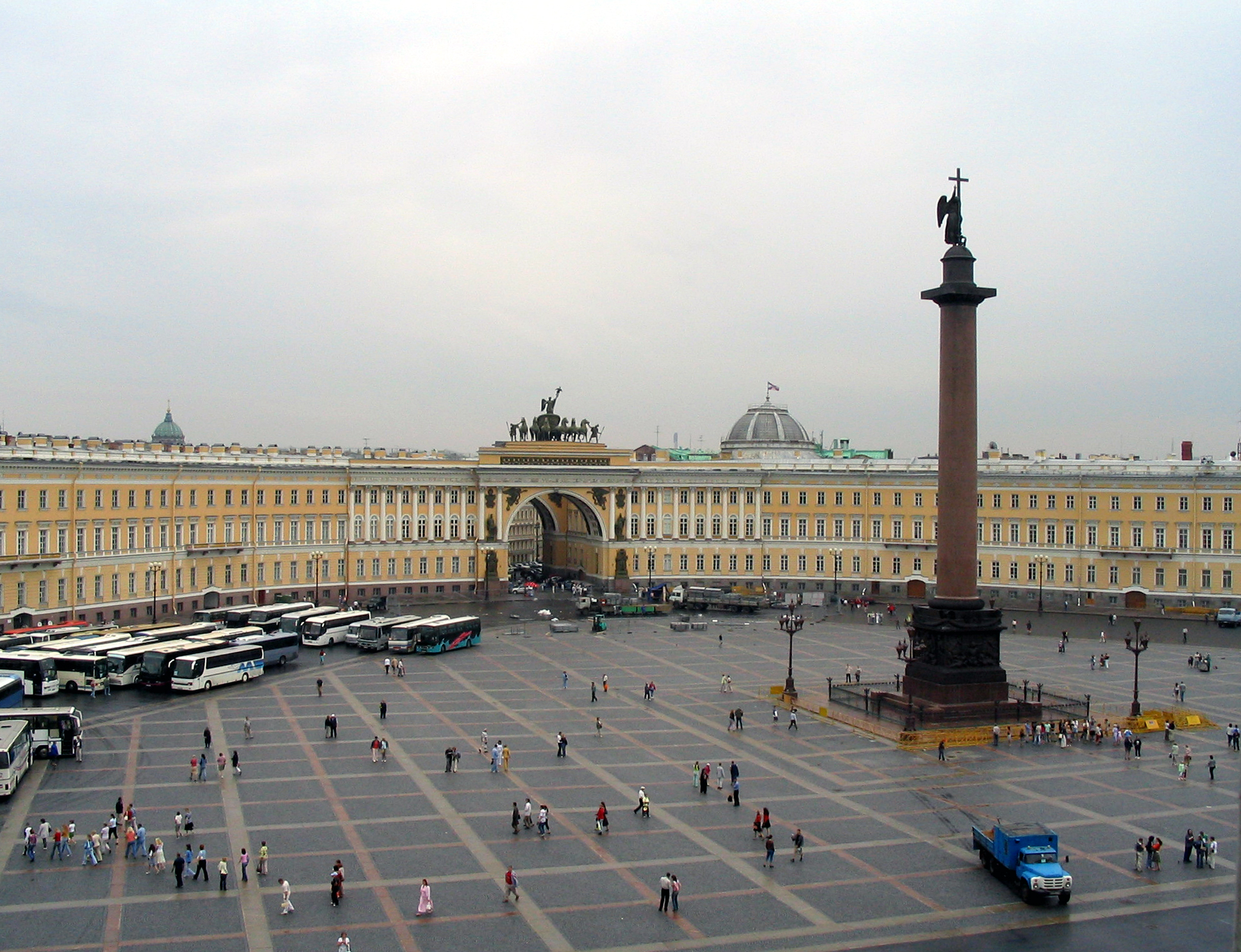
Vista desde el Palacio de Invierno.

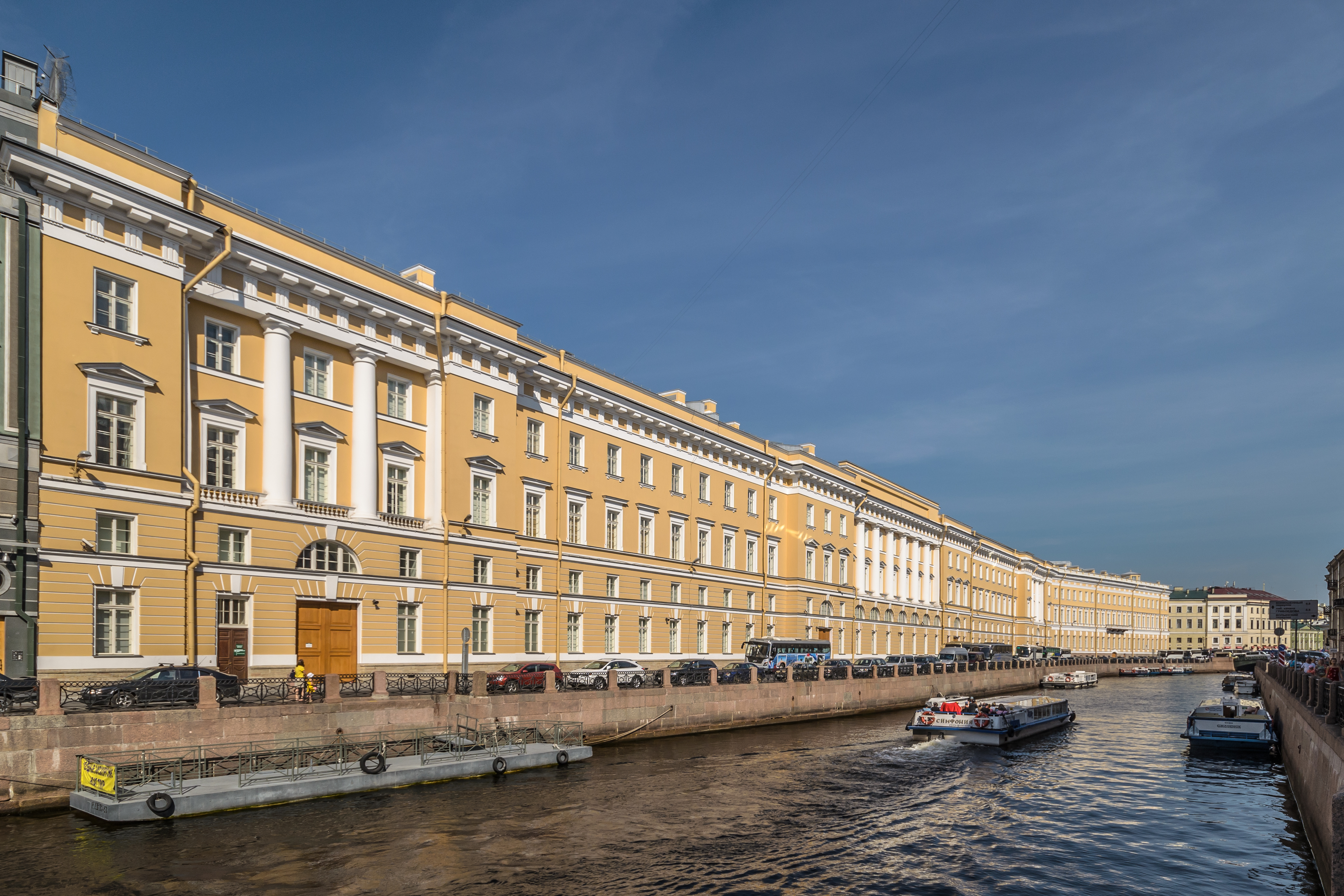
Fachada este.

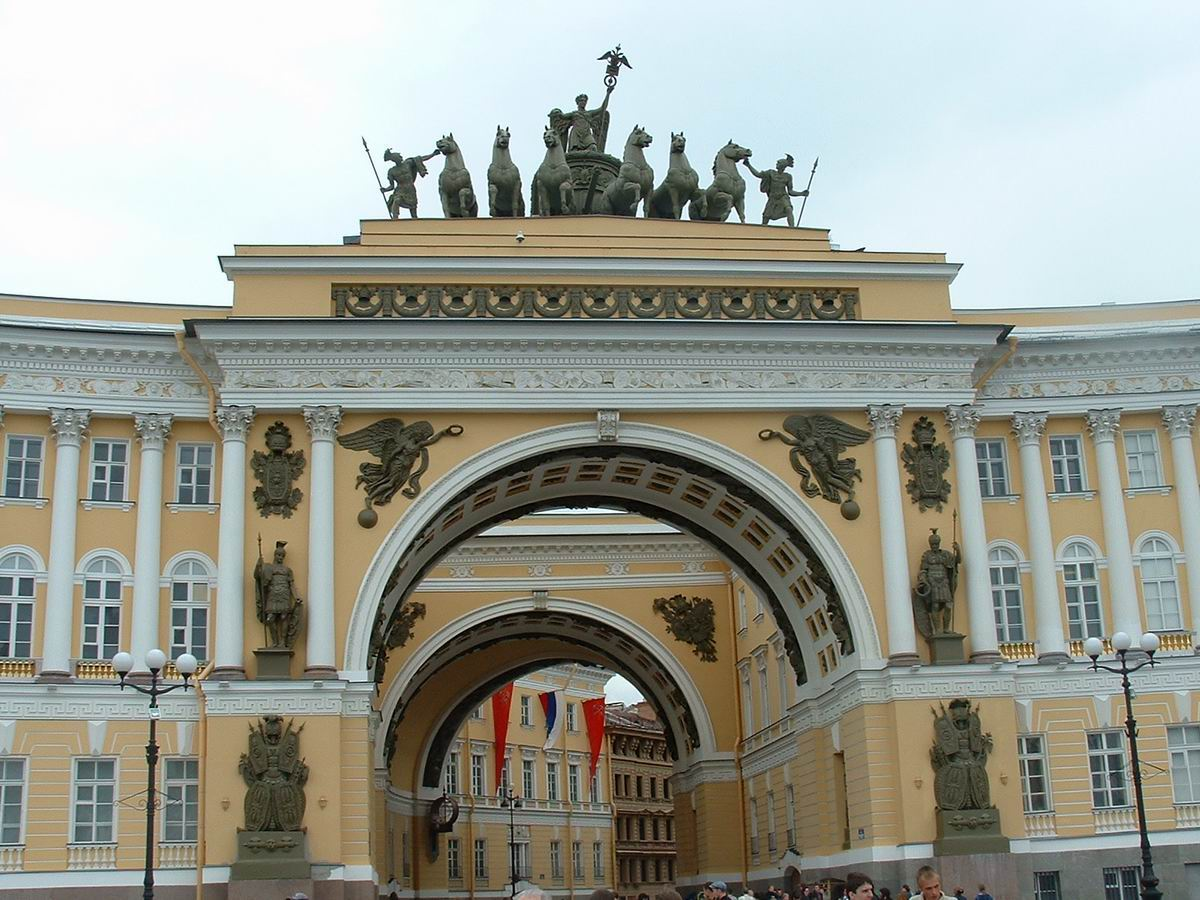
El arco de triunfo visto desde la Plaza del Palacio.

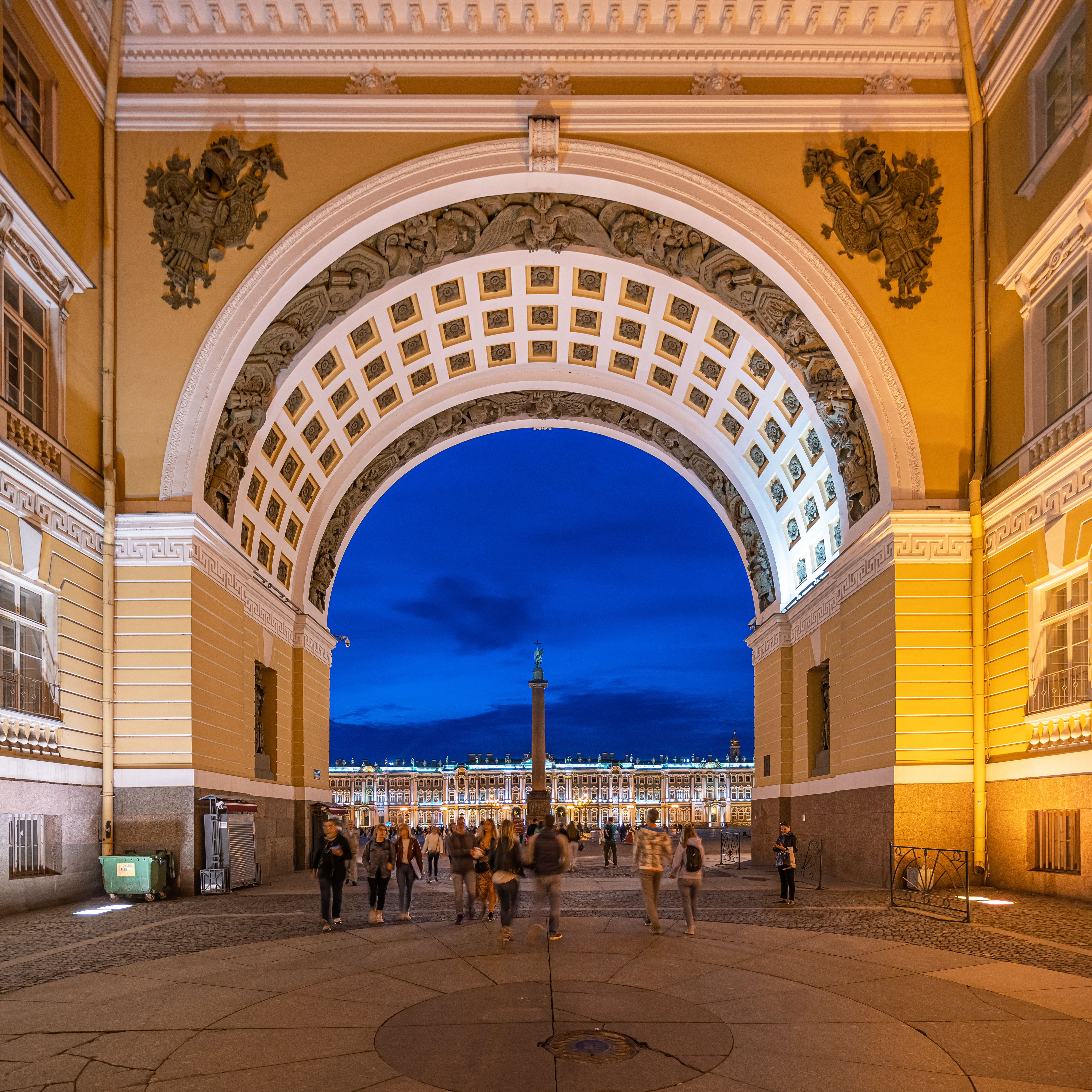
El arco de triunfo visto desde la Avenida Nevski.

El Edificio del Estado Mayor (en ruso: Здание Главного штаба, Zdánie Glávnogo Shtaba) es un edificio situado en la Plaza del Palacio de San Petersburgo, Rusia, frente al Palacio de Invierno. Tiene una fachada de 580 metros de longitud con forma de arco.
Este monumental edificio neoclásico fue diseñado por Carlo Rossi en estilo Imperio y construido entre 1819 y 1829. Consta de dos alas, separadas por un arco de triunfo tripartito adornado por los escultores Stepán Pímenov y Vasili Demut-Malinovski que conmemora la victoria rusa sobre la Francia napoleónica tras la invasión de Rusia. Este arco conecta la Plaza del Palacio con la Avenida Nevski mediante la calle Bolshaya Morskaya.
Hasta que en 1918 la capital se trasladó a Moscú, el edificio sirvió como sede del Estado Mayor (ala oeste), del Ministerio de Asuntos Exteriores y el Ministerio de Finanzas (ala este).
El ala oeste alberga actualmente la sede del Distrito Militar Occidental. El ala este se otorgó al Museo del Hermitage en 1993 y su interior se remodeló en profundidad.